# Södra Älvsborgs Räddningstjänstförbund
Södra Älvsborgs Räddningstjänstförbund (SÄRF) är ett kommunalförbund, vars medlemmar är Bollebygds kommun, Borås kommun, Svenljunga kommun, Tranemo kommun, Ulricehamns kommun och Marks kommun.
Det trädde i funktion den 1 mars 1995 och 1 januari 2010 gick Mark med. Den har till uppgift att ombesörja räddningstjänsten i de ingående kommunerna.
Antalet anställda är ca 450, varav huvuddelen är hel- eller deltidsbrandmän.
Sedan 2024 ingår förbundet i Räddningsledningssystem Älvsborg med ledningscentral i Borås. Ledningssystemet är bildat av SÄRF och Alingsås och Vårgårda Räddningstjänstförbund.

## Stationer
Förbundet har 24 stationer, varav det är 2 heltidstationer, 16 deltidstationer och 6 räddningsvärn. 

### Heltidstationer
- Borås, 2+7[förtydliga]
- Skene, 1+3

### Deltidstationer
- Trädet, 1+4
- Ulricehamn, 1+6
- Vegby, 1+4
- Dalstorp, 1+4
- Tranemo, 1+2
- Limmared, 1+2
- Svenljunga, 1+4
- Mjöbäck, 1+4
- Fristad, 1+4
- Dalsjöfors, 1+4
- Viskafors, 1+3
- Bollebygd, 1+4
- Skene, 1+3
- Fritsla, 1+2
- Horred, 1+4
- Torestorp, 1+2
- Sätila, 1+4

### Räddningsvärn
- Liared
- Hökerum
- Länghem
- Borgstena
- Hedared
- Töllsjö